# ADDitude
ADDitude – amerykański magazyn i serwis internetowy poświęcony ADHD.
Magazyn „ADDitude” wychodzi jako kwartalnik, a jego pierwszy numer ukazał się w 2000 roku.
Pokrewny serwis internetowy został uruchomiony w 2007 roku. Aktualnie portal „ADDitude” odnotowuje ponad 2 mln wizyt w ciągu miesiąca (stan na 2020 rok).
W 2020 roku funkcję redaktora naczelnego pełniła Susan Caughman.